# Riekiella noona
Riekiella noona är en tvåvingeart som beskrevs av Kelsey 1987. Riekiella noona ingår i släktet Riekiella och familjen fönsterflugor. Inga underarter finns listade i Catalogue of Life.